# Where You Stand
《Where You Stand》는 스코틀랜드의 록 밴드 트래비스의 일곱 번째 스튜디오 음반으로, 2013년 8월 19일, 코발트 레이블 서비스를 통해 레드 텔레폰 박스를 통해 발매되었다. 이 음반은 마이클 일버트가 프로듀싱을 맡았고, 세 개의 싱글 〈Where You Stand〉, 〈Moving〉, 〈Mother〉에 의해 홍보되었다. 이 음반은 이 밴드가 5년 만에 발매한 첫 음반이다.

## 배경
《Where You Stand》는 그들의 여섯 번째 스튜디오 음반 《Ode to J. Smith》가 2008년에 발매된 이후 5년 만에 발매된 새 음반이다. 밴드의 스포트라이트로부터의 이탈에 대해 베이시스트 더기 페인은 "여러분은 시간이 걸리는 한 멀리 떨어져 있기 때문에, 처음과 똑같이 다시 돌아가고 싶은 배고픔과 욕망을 느낄 수 있습니다"라고 말했다. 이 음반은 또한 그들의 첫 6개의 스튜디오 음반에서 작사가로 활동했던 보컬리스트 프랜시스 힐리가 아닌 모든 멤버들이 작곡에 기여한 첫 번째 음반이기도 하다.

## 평가
| 전문가 평가          | 전문가 평가 |
| 총 점수              | 총 점수     |
| 출처                 | 점수        |
| -------------------- | ----------- |
| 메타크리틱           | 70/100      |
| 평가 점수            |             |
| 출처                 | 점수        |
| AllMusic             | [ 4 ]       |
| Clash                | 8/10        |
| Consequence of Sound | [ 6 ]       |
| The Guardian         | [ 7 ]       |
| The Independent      | [ 8 ]       |
| The Daily Telegraph  | [ 9 ]       |
| Slant Magazine       | [ 10 ]      |

《Where You Stand》는 음악 비평가들로부터 대체적으로 호의적인 평가를 받았다. 메타크리틱은 주류 비평가들의 리뷰에 100점 만점에 정규화 등급을 매겨 19개의 리뷰를 기준으로 평균 70점을 받았다.

## 곡 목록
| #   | 제목                 | 작사·작곡                                        | 재생 시간 |
| --- | -------------------- | ------------------------------------------------ | --------- |
| 1.  | 〈Mother〉           | 프랜시스 힐리, 더기 페인, 앤디 던롭, 닐 프림로즈 | 3:58      |
| 2.  | 〈Another Guy〉      | 페인                                             | 4:32      |
| 3.  | 〈Reminder〉         | 힐리                                             | 3:21      |
| 4.  | 〈Where You Stand〉  | 페인, 홀리 파트리지, 힐리                        | 3:40      |
| 5.  | 〈Warning Sign〉     | 힐리                                             | 3:51      |
| 6.  | 〈Another Guy〉      | 힐리, 페인, 던롭                                 | 3:41      |
| 7.  | 〈A Different Room〉 | 페인                                             | 3:58      |
| 8.  | 〈New Shoes〉        | 힐리                                             | 3:33      |
| 9.  | 〈On My Wall〉       | 페인                                             | 2:52      |
| 10. | 〈Boxes〉            | 힐리, 던롭                                       | 4:22      |
| 11. | 〈The Big Screen〉   | 힐리, 던롭                                       | 4:15      |